# × Cyanthera
×Cyanthera é um género botânico pertencente à família das orquídeas (Orchidaceae).